# Carrie Neely

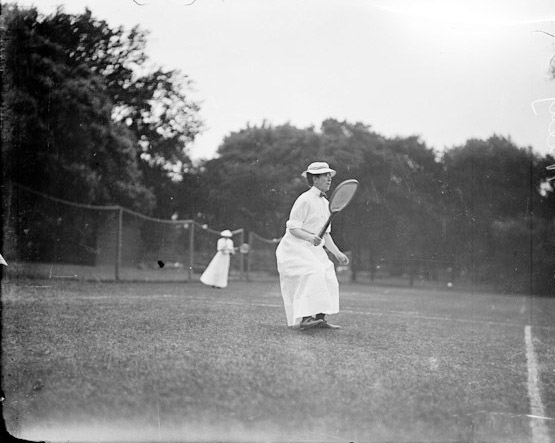
Neely (1905)

Carrie Neely (* 1877 oder 1878; † 29. November 1938 in Chicago) war eine US-amerikanische Tennisspielerin im ersten Jahrzehnt des 20. Jahrhunderts.

## Erfolge
Die Amerikanerin Neely konnte insgesamt dreimal das Damendoppel und einmal den Mixed-Bewerb der US-amerikanischen Tennismeisterschaften gewinnen.
Bereits im Jahr 1898 gewann sie mit ihrem Landsmann Edwin Fischer das Mixed-Doppel. Es folgten die Turniersiege im Damendoppel 1903 (mit Elisabeth Moore), 1905 (mit Helen Homans) und schließlich 1907 mit Marie Wimer.